# Empire Earth: The Art of Conquest
Empire Earth: The Art of Conquest es la expansión oficial de Empire Earth, en la se añaden 3 nuevas campañas, nuevas civilizaciones, y una nueva edad: la "Era espacial", que permite la exploración y conquista de nuevos planetas.

## Nuevas campañas
Véase: Anexo:Campañas de Empire Earth#Campañas de la expansión The Art of Conquest
Empire Earth: The Art of Conquest añade tres nuevas campañas al juego original: la primera ambientada en la Roma antigua. La segunda campaña presenta la Guerra del Pacífico durante la Segunda Guerra Mundial. Y por último una campaña futurista que describe una historia ficticia acerca de la colonización de Marte por parte de la UFAR.
- Campaña romana:En esta campaña el jugador dirige a Roma para conquistar nuevos territorios. Posee seis escenarios protagonizados por Cayo Mario y Julio César.
  1. Soldados de Roma (101 a. C.)
  2. Restauración de la República (88 a. C.)
  3. Un conquistador aprende su oficio (80 a. C.)
  4. La guerra de las Galias (60 a. C.)
  5. Cruzar el Rubicón (51 a. C.)
  6. Faraón de Roma (48 a. C.)

- Campaña del Pacífico: El jugador dirige a Estados Unidos en su lucha contra Japón durante la Segunda Guerra Mundial; incluyendo la batalla de Midway y las más famosas de su época, como la de Guadalcanal o la de Iwo Jima.
  1. Ataque al portaaviones (junio de 1942)
  2. Operación Atalaya (agosto de 1942)
  3. Lucha encarnizada (mayo de 1943)
  4. Merodeadores de Merril (marzo de 1944)
  5. El retorno (octubre de 1944)
  6. La picadora de carne (febrero de 1945)

- Campaña asiática: El jugador dirige a la UFAR, civilización ficticia heredera de China, para lograr detener a los rebeldes y establecer una colonia en Marte. También lidera las fuerzas rebeldes de Marte contra la opresión corporativa.
  1. Una nueva dinastía (2035)
  2. El punto de inflexión (2050)
  3. Mirando las estrellas (2055)
  4. El ojo de Dios (siglo XXII)
  5. Insurrección de la nave fantasma (2245)
  6. El porvenir (2246)

## Otras novedades

### Civilizaciones
Ahora cada civilización tiene poderes especiales. En el editor de civilizaciones se le puede asignar un poder especial a la civilización creada, con un total de 3 poderes especiales como máximo. Además, se añaden dos civilizaciones nuevas situadas en el último marco cronológico: Japón y Corea.
También aparecen nuevas unidades como arqueros con flechas de fuego, empalizadas, el hidroavión PBY Catalina, El Mitsubishi A6M Zero japonés, y naves espaciales en una nueva edad.

### Edades
Se añade una nueva edad situada después de la Nano Edad:
- Edad Espacial (2218-...)

Las torretas, el capitolio, los muros, y las casas toman un aspecto más futurista que nunca. Los últimos soldados humanos se transforman en robots. Aparecen las naves espaciales y la colonización de otros planetas.